# Ecnomus battu
Ecnomus battu är en nattsländeart som beskrevs av Malicky 1993. Ecnomus battu ingår i släktet Ecnomus och familjen trattnattsländor. Inga underarter finns listade i Catalogue of Life.